# Dieter Stadler
Dieter Stadler (* 30. April 1952 in Perg) ist ein österreichischer Historiker und Politologe.
Seit 1988 leitet er das von Dietmar Schönherr und Ernesto Cardenal gegründete Kultur- und Entwicklungsprojekt Casa de los tres mundos in Granada, Nicaragua, und 2003 wurde er für sein Engagement mit dem Eduard-Ploier-Preis ausgezeichnet.

## Leben und Ausbildung
Stadler wurde in Perg geboren und ist dort aufgewachsen. Er besuchte das Musikgymnasium in Linz, danach studierte 1972 bis 1978 Geschichte und Politikwissenschaften an der Universität Wien und von 1984 bis 1985 das Postgraduate Studium im Fach Geschichte am El Colegio de México, im Bezirk Tlalpan in Mexiko-Stadt, Mexiko.

## Berufliche Tätigkeit
- 1978/1979 Verantwortlicher für die logistischen Koordination archäologischer Ausgrabungen der Foundation for Latin-American Research in Yaxha, Petén, Guatemala.
- 1979 bis 1982 Koordinator des Kultur und Studentenaustauschprogramms International Student Exchange der University of Illinois, Urbana, Illinois, USA.
- 1982 bis 1984 Leiter des Lebensmittelhilfsprogramms für Polen der Caritas der Erzdiözese Wien.
- 1985 bis 1988 Sekretär des Präsidenten der Caritas Österreich.
- 1988 folgte er dem Ruf des österreichischen Schauspielers und Talkmasters Dietmar Schönherr für dessen Engagement in der Entwicklungspolitik in Nicaragua, als Executive Director des Internationalen Kulturzentrums der Stiftung Casa de los tres mundos.
- 1998 initiierte er angesichts der vom Hurrikan Mitch verursachten Überschwemmungskatastrophe in der Umgebung von Granada, Nicaragua, die Umsiedelung der lokalen Bevölkerung an einen geschützten Standort. In den Folgejahren wurde die Errichtung von insgesamt 136 Einfamilienhäusern samt der erforderlichen dörflichen Infrastruktur für das neue Dorf Malacatoya von ihm koordiniert. Das integrierte Dorfentwicklungsprojekt Malacatoya in der Comunidad Los Angeles wurde von zahlreichen Hilfsorganisationen unterstützt.

## Auszeichnung
- Eduard-Ploier-Preis (2003)